# 田尻町
田尻町（たじりちょう）は、大阪府泉南地域に位置し、泉南郡に属する町。沖合には関西国際空港がある。

## 地理
大阪湾に面し、泉佐野市、泉南市に接している。沖合に浮かぶ関西国際空港もある。
1990年時点では1.94km2という面積であったが、関西空港島の造成の進行に伴い面積が3倍近くまで増加している。
2006年3月27日に岐阜県安八郡墨俣町（現：大垣市）の廃止によって日本一面積の小さい町となったが、同年10月1日時点の調査では埋立てによる面積増加のため現在は泉北郡忠岡町が日本一面積の小さい町となっている。
- 河川：田尻川

### 隣接自治体
- 泉佐野市
- 泉南市

### 気候
| 関空島（2003年 - 2020年）の気候    | 関空島（2003年 - 2020年）の気候 | 関空島（2003年 - 2020年）の気候 | 関空島（2003年 - 2020年）の気候 | 関空島（2003年 - 2020年）の気候 | 関空島（2003年 - 2020年）の気候 | 関空島（2003年 - 2020年）の気候 | 関空島（2003年 - 2020年）の気候 | 関空島（2003年 - 2020年）の気候 | 関空島（2003年 - 2020年）の気候 | 関空島（2003年 - 2020年）の気候 | 関空島（2003年 - 2020年）の気候 | 関空島（2003年 - 2020年）の気候 | 関空島（2003年 - 2020年）の気候 |
| 月                                 | 1月                             | 2月                             | 3月                             | 4月                             | 5月                             | 6月                             | 7月                             | 8月                             | 9月                             | 10月                            | 11月                            | 12月                            | 年                              |
| ---------------------------------- | ------------------------------- | ------------------------------- | ------------------------------- | ------------------------------- | ------------------------------- | ------------------------------- | ------------------------------- | ------------------------------- | ------------------------------- | ------------------------------- | ------------------------------- | ------------------------------- | ------------------------------- |
| 最高気温記録 °C （°F）             | 17.8 (64)                       | 20.3 (68.5)                     | 21.2 (70.2)                     | 27.1 (80.8)                     | 30.7 (87.3)                     | 33.6 (92.5)                     | 36.7 (98.1)                     | 37.7 (99.9)                     | 35.2 (95.4)                     | 31.8 (89.2)                     | 28.3 (82.9)                     | 23.6 (74.5)                     | 37.7 (99.9)                     |
| 平均最高気温 °C （°F）             | 9.3 (48.7)                      | 9.9 (49.8)                      | 13.2 (55.8)                     | 18.4 (65.1)                     | 23.4 (74.1)                     | 26.7 (80.1)                     | 30.3 (86.5)                     | 32.4 (90.3)                     | 28.6 (83.5)                     | 23.0 (73.4)                     | 17.5 (63.5)                     | 12.0 (53.6)                     | 20.4 (68.7)                     |
| 日平均気温 °C （°F）               | 6.6 (43.9)                      | 6.9 (44.4)                      | 9.5 (49.1)                      | 14.3 (57.7)                     | 19.1 (66.4)                     | 22.8 (73)                       | 26.6 (79.9)                     | 28.3 (82.9)                     | 25.2 (77.4)                     | 19.9 (67.8)                     | 14.8 (58.6)                     | 9.4 (48.9)                      | 17.0 (62.6)                     |
| 平均最低気温 °C （°F）             | 4.0 (39.2)                      | 3.9 (39)                        | 6.2 (43.2)                      | 10.7 (51.3)                     | 15.6 (60.1)                     | 20.0 (68)                       | 24.1 (75.4)                     | 25.6 (78.1)                     | 22.5 (72.5)                     | 17.1 (62.8)                     | 11.9 (53.4)                     | 6.7 (44.1)                      | 14.0 (57.2)                     |
| 最低気温記録 °C （°F）             | −3.3 (26.1)                     | −1.4 (29.5)                     | 1.0 (33.8)                      | 3.8 (38.8)                      | 8.9 (48)                        | 14.8 (58.6)                     | 19.5 (67.1)                     | 21.0 (69.8)                     | 15.9 (60.6)                     | 10.4 (50.7)                     | 4.9 (40.8)                      | 0.3 (32.5)                      | −3.3 (26.1)                     |
| 降水量 mm （inch）                 | 39.9 (1.571)                    | 58.1 (2.287)                    | 90.2 (3.551)                    | 82.7 (3.256)                    | 122.1 (4.807)                   | 148.4 (5.843)                   | 168.1 (6.618)                   | 92.8 (3.654)                    | 130.7 (5.146)                   | 153.3 (6.035)                   | 74.0 (2.913)                    | 60.1 (2.366)                    | 1,220.3 (48.043)                |
| 平均降水日数 （≥1.0 mm）           | 4.7                             | 7.0                             | 8.7                             | 8.8                             | 8.5                             | 10.4                            | 10.1                            | 5.7                             | 8.9                             | 8.4                             | 6.2                             | 5.9                             | 93.6                            |
| 出典1：Japan Meteorological Agency |                                 |                                 |                                 |                                 |                                 |                                 |                                 |                                 |                                 |                                 |                                 |                                 |                                 |
| 出典2：気象庁                      |                                 |                                 |                                 |                                 |                                 |                                 |                                 |                                 |                                 |                                 |                                 |                                 |                                 |

## 歴史
- 1889年（明治22年）4月1日：町村制の施行により、日根郡吉見村と嘉祥寺村が合併して、日根郡田尻村が発足。大字吉見に村役場を設置。
- 1896年（明治29年）4月1日：泉南郡が成立し、泉南郡田尻村となる。
- 1953年（昭和28年）5月3日：町制を施行して、泉南郡田尻町となる。大字嘉祥寺に町役場を設置。

## 行政

### 町長
- 栗山美政（2015年12月就任、2期目）

### 町議会
- 定数：10名
- 任期：2027年（令和9年）4月30日まで
- 議長：金田裕治（仁政会）
- 副議長：坂口実（大阪維新の会）

| 会派名       | 議席数 | 議員名                   |
| ------------ | ------ | ------------------------ |
| 大阪維新の会 | 3      | 坂口実、永井朋一、原明美 |
| 日本共産党   | 2      | 吉開育子、小川雄司       |
| 公明党       | 1      | 山口明日香               |
| 夢未来たじり | 1      | 冬野雄一郎               |
| 律の会       | 1      | 今井猛史                 |
| 仁政会       | 1      | 金田裕治                 |
| 新しい風     | 1      | 中野静男                 |

(2023年6月8日現在)

### 衆議院
- 選挙区：大阪府第19区 （貝塚市・泉南市・阪南市・泉南郡）
- 任期：2021年（令和3年）10月31日- （「第49回衆議院議員総選挙」参照）

| 議員名   | 党派名       | 当選回数 | 備考     |
| -------- | ------------ | -------- | -------- |
| 伊東信久 | 日本維新の会 | 3        | 選挙区   |
| 谷川とむ | 自由民主党   | 3        | 比例復活 |

### 財政
田尻町は地方交付税不交付団体の自治体である。町面積の3分の2を占める関西国際空港からの税収が、町財政を支える。

## 経済

### 産業

#### 農業
農業では、タマネギ・水なすの栽培が盛んである。タマネギは米の裏作として栽培がおこなわれている。
タマネギは「泉州タマネギ」として知られている。明治10年代から、岸和田市・田尻町でタマネギ栽培が研究・奨励されるようになり、日本でももっとも早い時期からタマネギ栽培がはじまった地域の一つである。

#### 漁業
- 田尻漁港

#### 繊維業
大阪合同紡績をはじめとして、大正時代以降紡績業が栄えた。

### 日本郵政グループ
（2012年12月現在）
- 日本郵便株式会社
  - 田尻郵便局（嘉祥寺）
    - 泉佐野郵便局関西空港分室（泉州空港中） - 関西国際空港旅客ターミナルビル内にあったが、2021年3月に廃止。
- ゆうちょ銀行
  - 大阪支店　関西国際空港内出張所（泉州空港中／2階国内線JALカウンター付近）（ATMのみ／ホリデーサービス実施）

その他田尻郵便局にATM（ホリデーサービス実施）が設置されている。

※田尻町内の郵便番号および集配担当の郵便局は後述のとおり。

### 本社がある企業
- 運輸・サービス
  - Peach Aviation - 格安航空会社

## 姉妹都市・提携都市
- 大崎市（宮城県）- 旧地名が田尻町 (宮城県)と同町名だったことに由来[5]。
  - 1991年10月10日 友好都市締結

## 町名・大字
- 嘉祥寺（かしょうじ）　〒598-0091
- 吉見（よしみ）　〒598-0092
- りんくうポート北　〒598-0093
- りんくうポート南　〒598-0094
- 泉州空港中　〒549-0011

郵便の集配業務は、泉州空港中は大阪国際郵便局（泉南市泉州空港南）、それ以外の地域は泉佐野郵便局（泉佐野市上町）が行っている。

## 地域

### 人口
平成22年国勢調査より前回調査からの人口増減をみると、11.67％増の8,085人であり、増減率は府下43市町村首位、72行政区域中4位。
| |                                        |  |
| 田尻町と全国の年齢別人口分布（2005年） | 田尻町の年齢・男女別人口分布（2005年） |  |
| ■紫色 ― 田尻町 ■緑色 ― 日本全国 | ■青色 ― 男性 ■赤色 ― 女性              |  |
| 田尻町（に相当する地域）の人口の推移 \| 1970年（昭和45年） \| 8,382人 \| \| \| 1975年（昭和50年） \| 7,785人 \| \| \| 1980年（昭和55年） \| 7,519人 \| \| \| 1985年（昭和60年） \| 7,223人 \| \| \| 1990年（平成2年） \| 6,540人 \| \| \| 1995年（平成7年） \| 6,285人 \| \| \| 2000年（平成12年） \| 6,785人 \| \| \| 2005年（平成17年） \| 7,240人 \| \| \| 2010年（平成22年） \| 8,085人 \| \| \| 2015年（平成27年） \| 8,417人 \| \| \| 2020年（令和2年） \| 8,434人 \| \| |                                        |  |
| 総務省統計局 国勢調査より |                                        |  |
| 1970年（昭和45年） | 8,382人                                |  |
| 1975年（昭和50年） | 7,785人                                |  |
| 1980年（昭和55年） | 7,519人                                |  |
| 1985年（昭和60年） | 7,223人                                |  |
| 1990年（平成2年） | 6,540人                                |  |
| 1995年（平成7年） | 6,285人                                |  |
| 2000年（平成12年） | 6,785人                                |  |
| 2005年（平成17年） | 7,240人                                |  |
| 2010年（平成22年） | 8,085人                                |  |
| 2015年（平成27年） | 8,417人                                |  |
| 2020年（令和2年） | 8,434人                                |  |

### 教育
- 田尻町立小学校
- 田尻町立中学校
- 大阪府警察学校（2013年4月に交野市から移転）

## 交通

### 空港

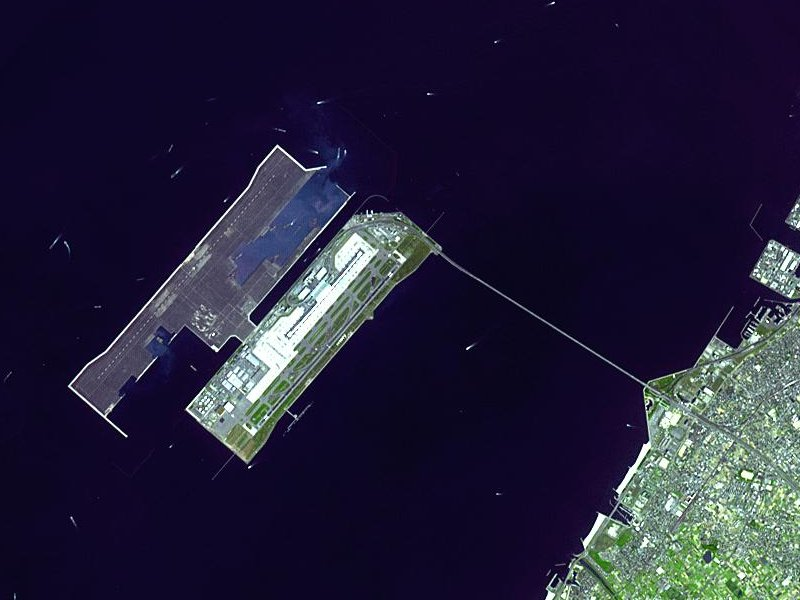
関西国際空港（衛星写真）
田尻町にとって、関西国際空港は、町を支える貴重な税収のひとつである。

- 関西国際空港 - 第1ターミナル、第2ターミナルなど、関西空港警察署も町内だが、本土側は泉佐野警察署の管轄である。

### 鉄道路線
- 中心となる駅：吉見ノ里駅
- 南海電気鉄道
  - 南海本線：吉見ノ里駅
  - 空港線：関西空港駅
- 西日本旅客鉄道（JR西日本）
  - 関西空港線：関西空港駅

※関西国際空港の田尻町部分に関西空港駅があるが、田尻町の本土から関西空港の田尻町域まで他の市町村を経由せずに行けるルートは存在しないため、実質的に田尻町の飛地となっている。

### バス
- 南海バスがりんくうタウン駅からりんくうポート北へ乗り入れている。また、南海ウイングバスが運行するりんくうタウン－イオンモールりんくう泉南間の路線バスも大阪府警察学校移転に伴い、新たに停留所（警察学校前）が設けられた。
- 関西空港の田尻町域にあるターミナルビルから、空港関連の高速バスやターミナル間シャトルバス、ポートターミナル行きシャトルバス等が発着している。

### 道路
一般国道
- 国道26号

府道
- 大阪府道63号泉佐野岩出線 - 旧道とバイパス
- 大阪府道250号鳥取吉見泉佐野線
- 大阪府道251号新家田尻線

### 船舶
- 田尻漁港

## 名所・旧跡・観光スポット・祭事・催事

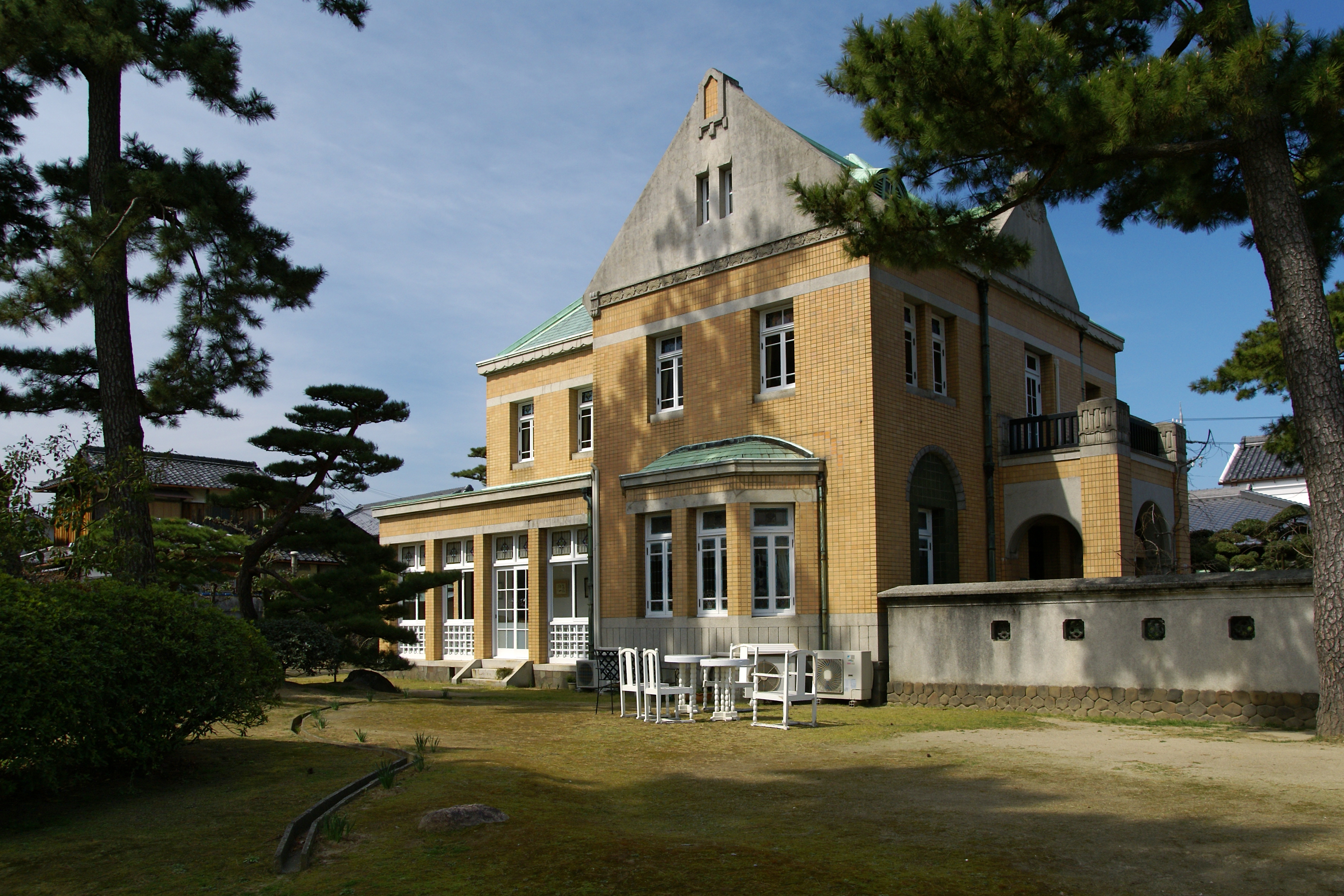
田尻歴史館

- 田尻歴史館（愛らんどハウス）：旧谷口房蔵（大阪合同紡績元社長）別邸
- 田尻漁協日曜朝市
- タマネギ顕彰碑
- 嘉祥神社
- 春日神社
- 田尻スカイブリッジ
- りんくう公園 - マーブルビーチ

## 出身者
- 谷口房蔵